# Otrado-Ólguinskoye
Otrado-Ólguinskoye (del ruso: Отрадо-Ольгинское) es un selo del raión de Gulkévichi del krai de Krasnodar, en el sur de Rusia. Está situado  19 km al sudeste de Gulkévichi y 153 km al este de Krasnodar, la capital del krai. Tenía 3 554 habitantes en 2010.
Es cabeza del municipio Otrado-Olginskoye, al que pertenecen asimismo Novomijáilovskoye y Kievka.

## Composición étnica
De los 3 322 habitantes que tenía en 2002, el 84.9 % era de etnia rusa, el 5.6 % era de etnia armenia, el 3.1 % era de etnia ucraniana, el 2 % era de etnia gitana, el 1.1 % era de etnia alemana, el 0.6 % era de etnia griega, el 0.6 % era de etnia georgiana, el 0.5 % era de etnia bielorrusa, el 0.4 % era de etnia tártara, el 0.2 % era de etnia azerí, el 0.1 % era de etnia adigué